# Aphrophora brevistylata
Espèce
Aphrophora brevistylata est une espèce fossile d'insectes de l'ordre des hémiptères (les hémiptères sont caractérisés par leurs deux paires d'ailes dont l'une, en partie cornée, est transformée en hémiélytre), de la famille des Aphrophoridae dans le genre Aphrophora.

## Classification
L'Aphrophora brevistylataest décrite en 1937 par le paléontologue français Nicolas Théobald (1903-1981) dans sa thèse,.   

### Fossiles
L'holotype R799 faisait partie de la collection Mieg du musée de Bâle en Suisse et vient du gisement de Kleinkembs (mine de sel).

### Étymologie
L'épithète spécifique brevistylata signifie en latin « de style court ».

## Description

### Caractères
Diagnose de Théobald, 1937, : 

« Insecte brun jaunâtre, vu de la face ventrale, forme ovale allongée, les ailes sont écartées. tête élargie transversalement, les yeux compris, presque aussi large que le bord antérieur du pronotum; front bombé, orné d"une dizaine de sillons divergents; trompe assez courte, formée de trois articles, dont l'extrémité n'atteint pas les hanches III; pronotum écrasé, en coin à la face antérieure. Base du thorax légèrement concave à l'avant; scutellum triangulaire, carène médiane longitudinale à peine visible. Abdomen ovale, étiré vers l'extrémité; cloaque longitudinal. Élytres écartés du corps, la base de l'extrémité ornée de ponctuations fines, la partie médiane ne montre plus aucune ornementation. Au-dessous et par transparence apparaissent les ailes membraneuses. On reconnaît en particulier les nervures R, M, Cu ayant une disposition analogue à l'A. pulchra Förster. ».

### Dimensions
Ce spécimen a une longueur totale de 7,75 mm.

### Affinités
« Cet insecte présente comme le précédent les caractères du g. Aphrophora. Il se distingue de l'A. pulchra Förster par sa trompe plus courte et une taille moindre. Celle-ci rappelle l'A. Coquandi N. Th. d'Aix, mais dans cette espèce, les élytres ne dépassent pas l'abdomen. Elle diffère aussi de l'A. spumifera (=Ptyelus spumiferus) Heer d'Aix et de Radoboj, dans laquelle le rostre est plus long. »

## Galerie
- Quelques espèces vivantes du genre Aphrophora.
- Aphrophora alni.
- Aphrophora corticea.
- Aphrophora cribrata.
- Aphrophora major.
- Aphrophora pectoralis.
- Aphrophora permutata.
- Aphrophora quadrinotata.
- Aphrophora salicina.

### Publication originale
- [1937] Nicolas Théobald, « Les insectes fossiles des terrains oligocènes de France 473 p., 17 fig., 7 cartes,13 tables, 29 planches hors texte », Bulletin Mensuel de la Société des Sciences de Nancy et Mémoires de la Société des sciences de Nancy, Imprimerie G. Thomas,‎ 1937, p. 1-473 (ISSN 1155-1119 et 2263-6439, OCLC 786027547). .